# Източноконгоанска горила
Източноконгоанската горила (Gorilla beringei) е най-едрият примат на планетата. Тя е един от двата вида, заедно със западноконгоанската горила, които принадлежат към род Горили. От своя страна вида източноконгоанска горила обединява 2 подвида:
- източноконгоанска низинна горила (G. b. graueri)
- планинска горила (G. b. beringei)

## Физически характеристики
Тялото на горилата е едро, мускулесто, без опашка. Възрастните мъжки източноконгоански горили достигат височина 2 метра и тегло 220 – 260 кг. Горилите, които живеят в зоологическите градини, обикновено са по-тежки от дивите горили, тъй като се движат по-малко и могат да тежат 270-310 кг. Максималната височина за мъжките горили при изправено положение е 1,85 до 2 метра, докато женските достигат до 1,6 метра. Представителите на този вид обикновено са черни или тъмносиви. По-тъмна е козината на горилите от ниските части, докато при планинските тя е малко по-светла, тъмносива. Освен това планинският подвид е по-добре окосмен в сравнение с низинния си събрат. Това е обяснимо, тъй като първия обитава високопланински райони, където температурите са по-ниски.

## Популация и ареал
По неофициални данни броят на източноконгоанските горили наброява между 15 000 и 20 000. Като цяло планинските горили са в доста по-критично положение от низинните, тъй като наброяват едва 700 индивида, разпространени в 4 национални парка в Руанда, Уганда и ДР Конго. Най-значима е популацията в планините Вирунга на границата между Руанда и ДР Конго.
Низинните горили наброяват около 16 000 и се срещат в по-широк ареал в ДР Конго, Руанда, Бурунди и Уганда.
И двата подвида са засрашени сериозно, тъй като популациите им са нестабилни. Главни причини, както навсякъде, са бракониерството и изсичането на горите. В този район обаче има и друга причина – местните въоръжени конфликти. В последните години райони като Итури и Руанда са разкъсвани от граждански войни между отделните племена. Това създава сериозни затруднения за природозащитните организации и тяхната дейност. След като обстановката в Руанда се стабилизира, избухна конфликтът между народите хема и ленду в Итури, ДР Конго. Това е район, в който живее най-голямата популация на източноконгоански горили.